# Distrito de Tomay Kichwa
El distrito de Tomay Kichwa es uno de los 8 que conforman la provincia de Ambo, ubicada en el departamento de Huánuco, bajo la administración del Gobierno Regional de Huánuco en el Perú. Limita por el norte con la provincia de Huánuco; por el sur con el Departamento de Pasco; por el este con el distrito de Cayna y; por el oeste con la provincia de Lauricocha. 
Desde el punto de vista jerárquico de la Iglesia católica forma parte de la diócesis de Huánuco, sufragánea de la arquidiócesis de Huancayo.

## Historia

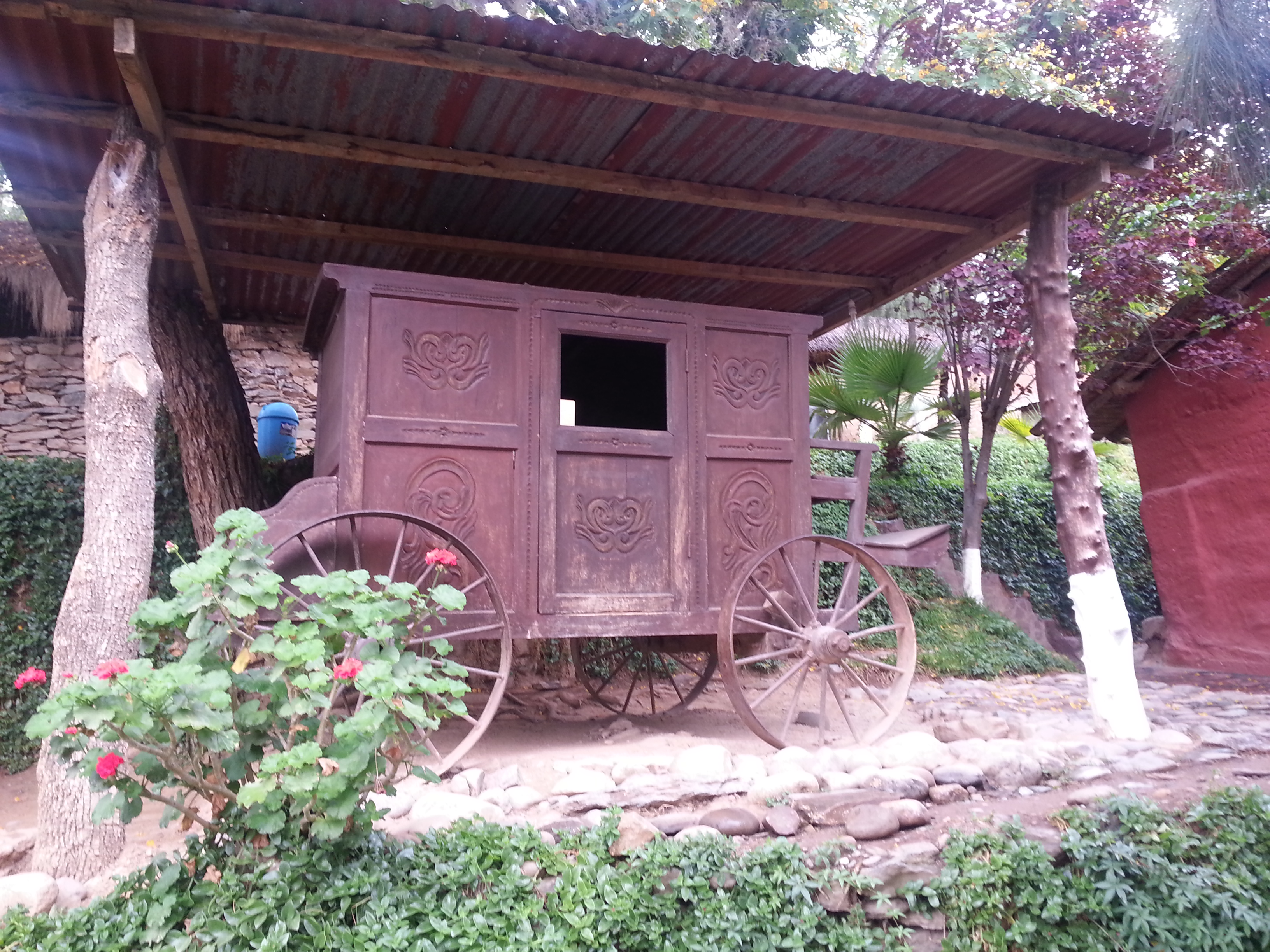
Carruaje antiguo, Casa Perricholi, Tomay Kichwa, Huanuco

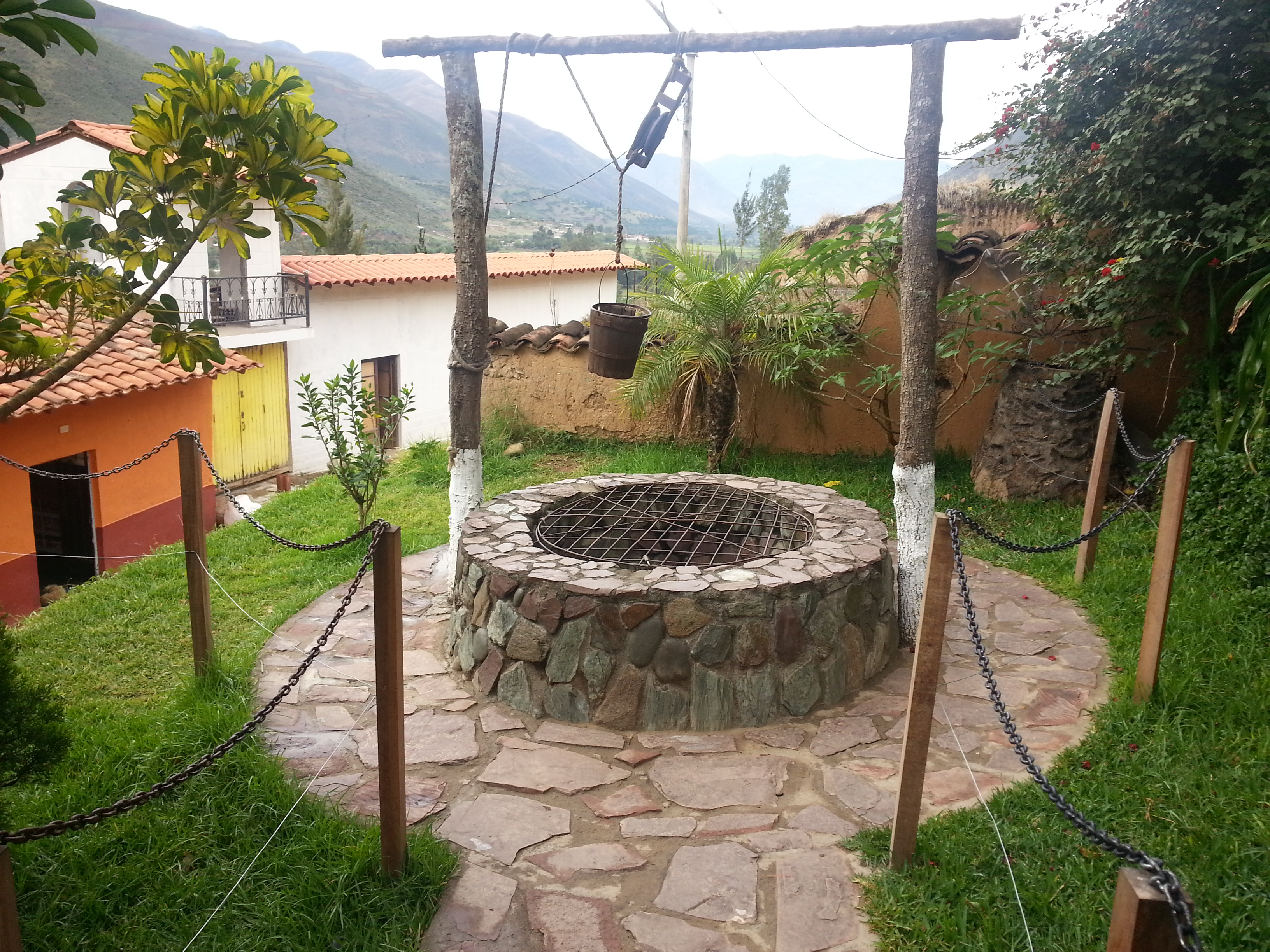
Pozo agua antiguo, Casa Perricholi, Tomay Kichwa, Ambo, Huánuco

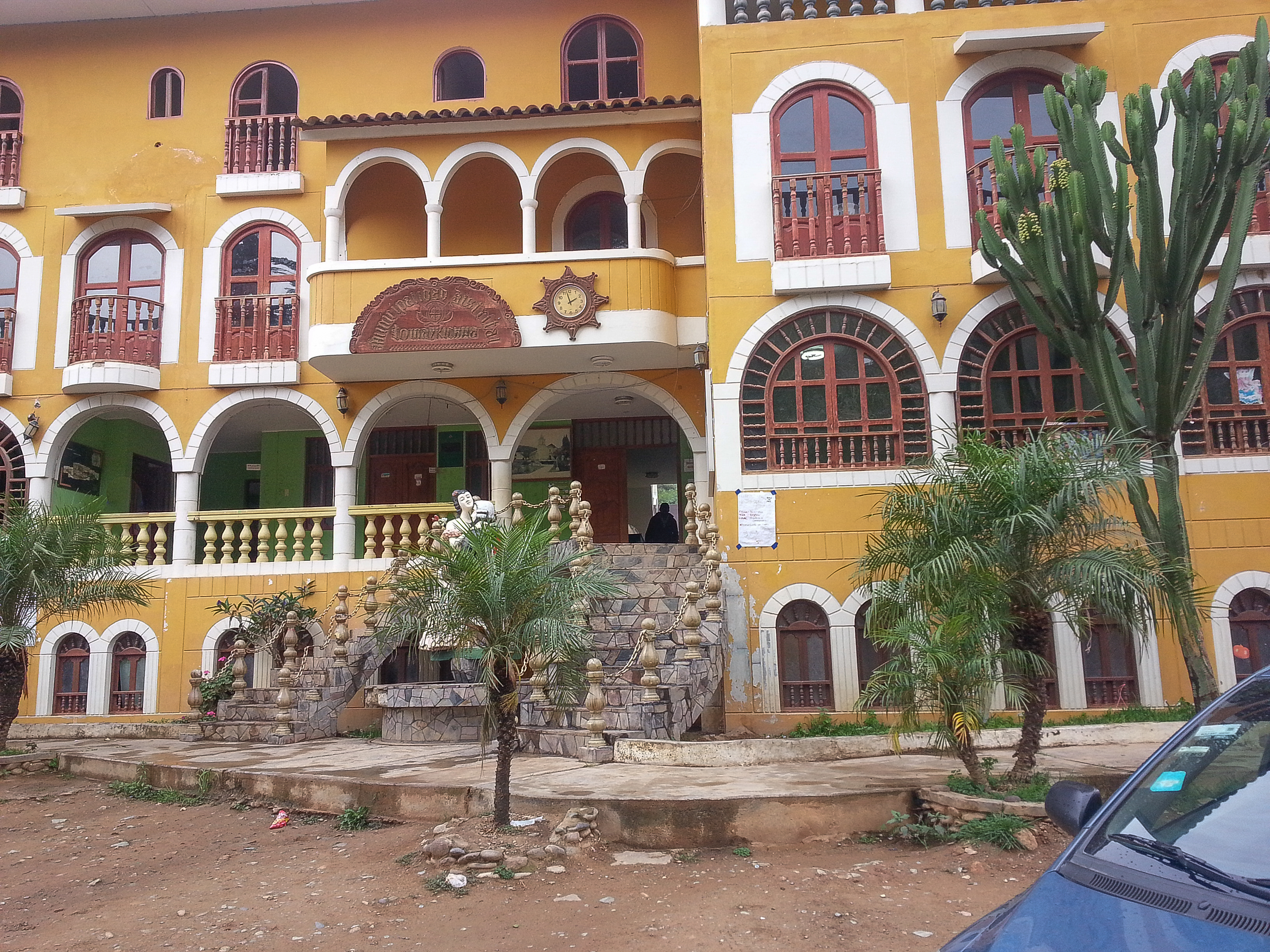
Local municipal de la Municipallidad distrital de Tomaychua (o Tomaykichwa)

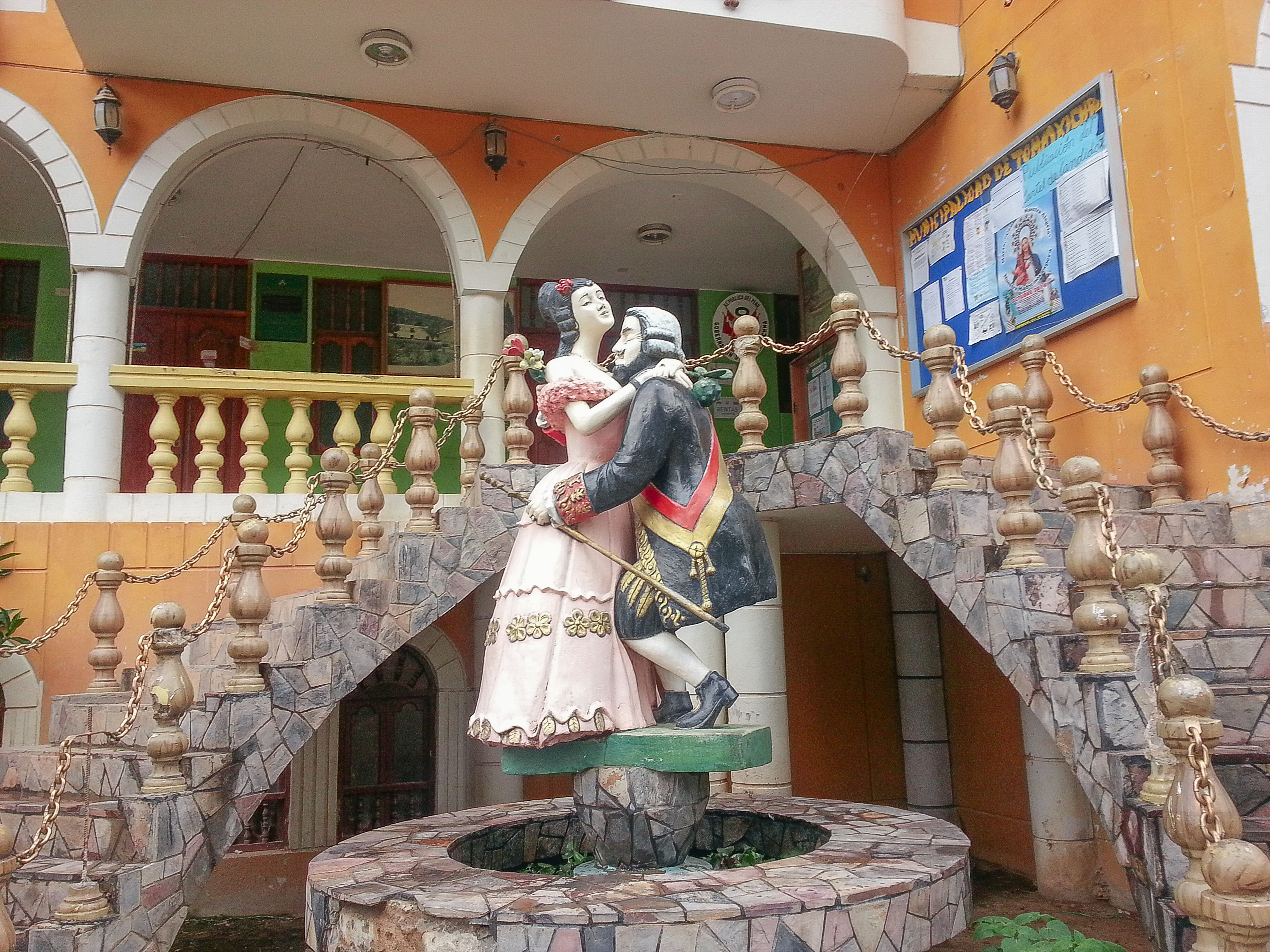
Frente al local municipal, un monumento del Virrey Amat y la Perricholi abrazados.

La fecha de creación por ley de este distrito fue el 18 de diciembre de 1935, en el gobierno del Presidente Óscar R. Benavides.

## Geografía
Está ubicado en la región nor-centro oriental del Perú y al suroeste de la Capital del Departamento de Huánuco, Perú América del Sur.
La población total en este distrito es de 3 511 personas y tiene un área de 42,11 km². 

## Capital
Su capital es el antiguo poblado de Tomayquichua.

## Autoridades

### Municipales
- 2019 - 2022
  - Alcalde: Juan Aguirre Ávila, del partido Cambiemos por Huánuco.
- 2011 - 2014[4]
  - Alcalde: Sandro Garay Lara, del Partido Democrático Somos Perú (SP).
  - Regidores: Herman Eller Guerra Malpartida (SP), Víctor Tello Barral (SP), Ofelia Patricia Saldaña Pardavé (SP), Eustaquio Gavidia León (SP), Eduardo Veramendi Calderón (Hechos y No Palabras).[5]
- 2007-2010
  - Alcalde:  David Antonio Herrera Yumpe[6]

### Religiosas
- Diócesis de Huánuco
  - Obispo: Mons. Neri Menor Vargas, Franciscano.
- Capellanía Santa Rosa de Tomayquichua
  - Encargado: Pbro. Juan López Díaz, Diocesano.

## Galería
- Wikimedia Commons alberga una categoría multimedia sobre Distrito de Tomay Kichwa.